# キャンプ・コシチュシュコ
キャンプ・コシチュシュコ（英語: Camp Kościuszko）は、ポーランドのポズナンに位置するアメリカ陸軍の基地である。
アメリカ欧州・アフリカ陸軍隷下の第5軍団の前方展開司令部が設置されている。

## 概要
2020年10月、アメリカ陸軍のジェームズ・C・マッコンビル参謀総長は、ポーランドのポズナンへの第5軍団の前方展開司令部設置を発表し、ポズナン前方作戦拠点（英語: Forward Operating Station Poznań）が設置された。2022年6月にスペインの首都マドリードで開催された北大西洋条約機構（NATO）首脳会議において、ジョー・バイデン大統領は改めて、ポーランドへの恒常的な基地設置を明言、7月30日にアメリカ独立戦争の英雄タデウシュ・コシチュシュコ（Andrzej Tadeusz Bonawentura Kościuszko）将軍にちなみ、キャンプ・コシチュシュコへ改称された。
2023年3月21日、キャンプ・コシチュシュコの常設基地としての開設式典が執り行われた。